# Vajai-tó Természetvédelmi Terület
A Vajai-tó Természetvédelmi Területen belül található a különleges úszólápokról nevezetes, 78 hektár kiterjedésű vajai őstó, mely egyben horgásztó is. A szabadon látogatható természetvédelmi területek közé tartozik. 2025-re teljesen kiszáradt.

## Fekvése
Szabolcs-Szatmár-Bereg vármegyében, az Északkelet-Nyírség-ben, Vajától délnyugatra található az úszó lápszigetekkel tarkított vajai őstó.

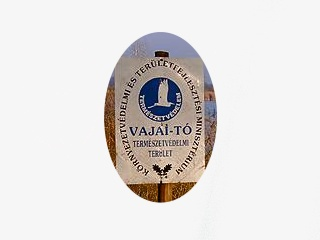
Vajai-tó Természetvédelmi Terület

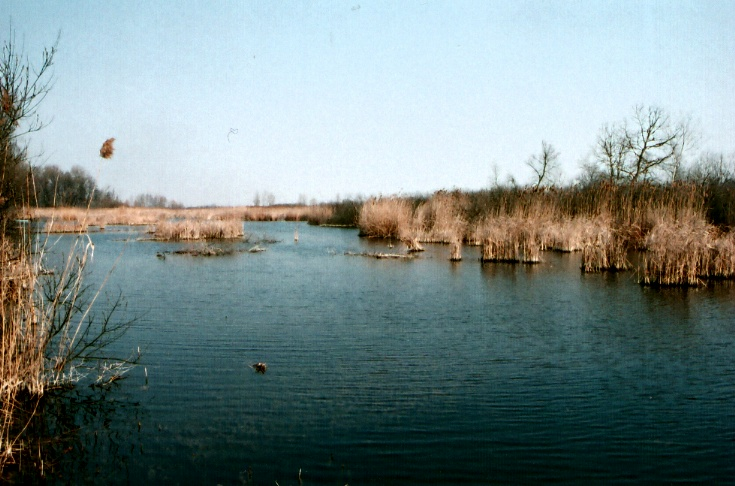
Vajai-tó, úszó szigetek

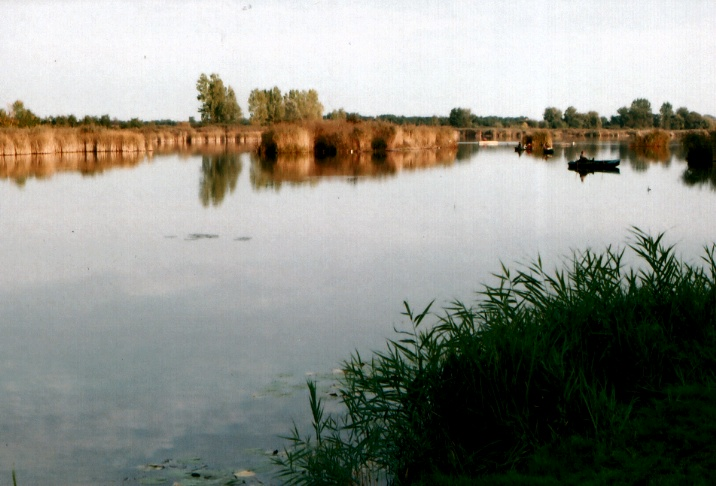
Horgászok a tavon

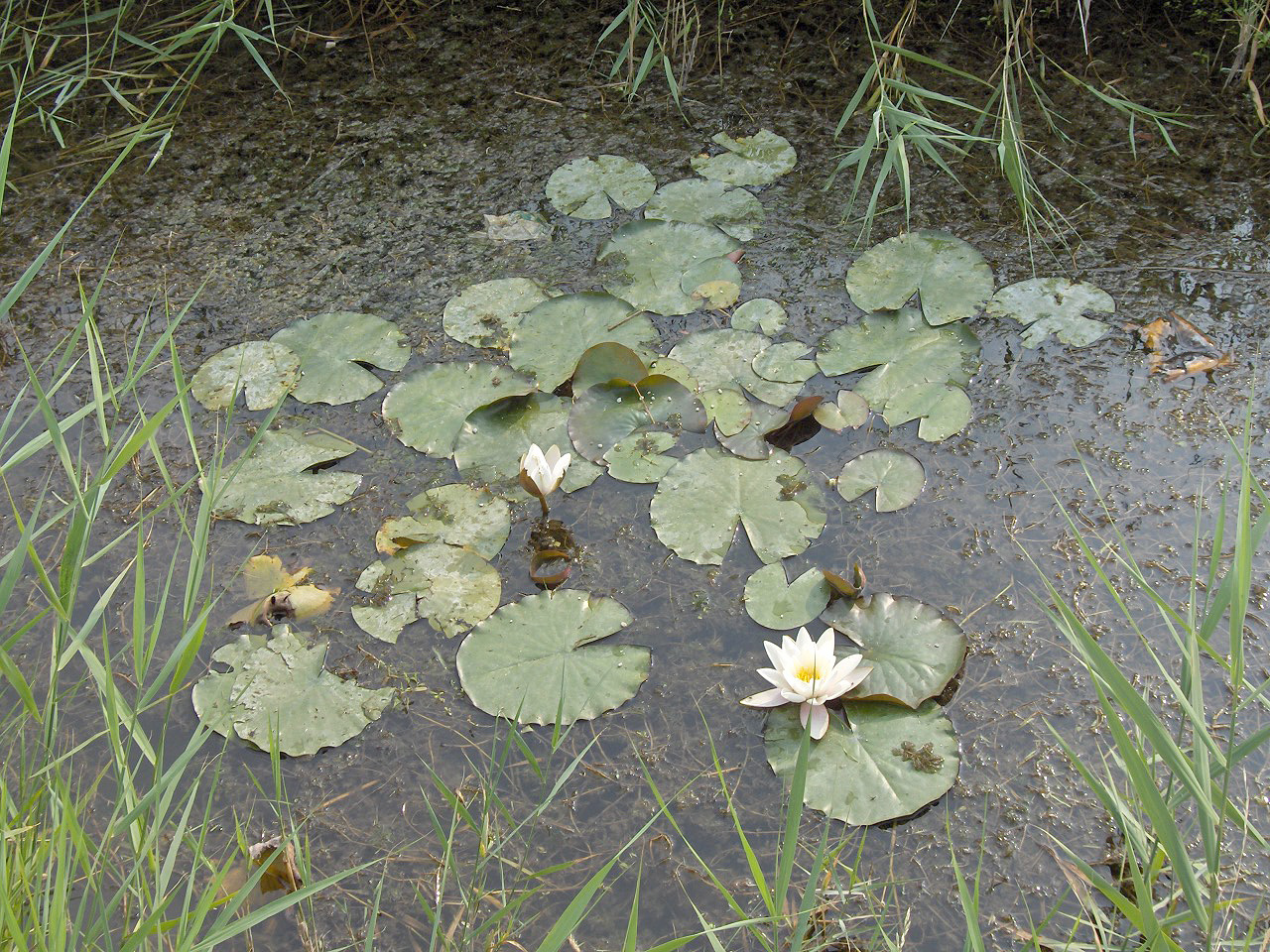
Fehér tündérrózsa (Nymphaea alba)

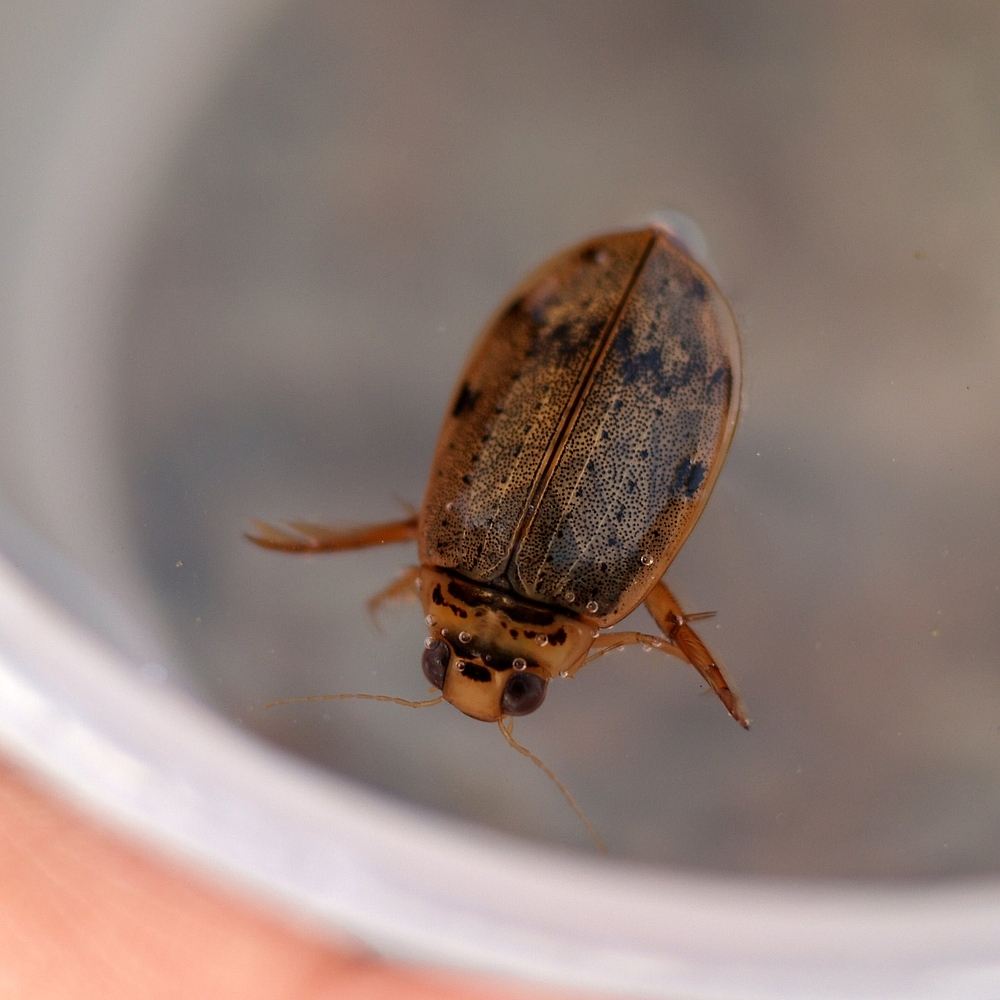
Csibor (Eretes sticticus)

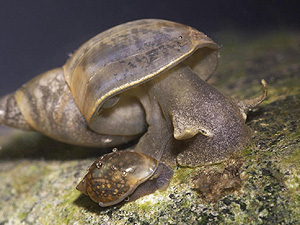
Nagy mocsáricsiga (Lymnaea stagnalis)

## Kialakulása
Az utolsó jégkorszak előtti ősi folyók, az Ős-Tisza és Ős-Szamos a Kárpátok hegyeit elhagyva a síkságon terítették le hordalékukat, mely az idők folyamán a szélfútta homok vándorlása, mozgása következtében buckákká, dombokká formálódott.
A homokdombok közötti mélyedésekben összegyűlt talajvízből és csapadékból lefolyástalan tavak alakultak ki, a vajai tóhoz hasonlóan, melyek elmocsarasodtak, területük és környékük mezőgazdasági művelésre alkalmatlanná vált.
E nyírségi lefolyástalan mélyedéseket az 1800-as évek végén mesterséges csatornákkal kötötték össze, s vizüket a Tiszába vezették.
Ez "Lónyai-főcsatorna" néven gyűjtötte össze a betorkolló kisebb csatornák vizét, így a Vajai-tó felesleges vizének elvezetésére megépített "Vajai Főfolyás" vizét is.
A Vajai-tó az ország azon ritka helyei közé tartozik, ahol még fellelhetők az úszó lápszigetek, s megfigyelhetők az azokon megtelepedett különleges, jégkorszakból visszamaradt ritka növények is.
A Vajai-tó 2025-re teljesen kiszáradt a csapadékhiány, mezőgazdasági öntözés és a talajvízszint csökkenése következtében. 

## Úszó lápi szigetek
Kialakulásuk egyszerű természeti jelenség: A különböző vízinövények (nád, és más gyékényfajok) sarjhajtásokat neveltek a víz felszínén, majd a vízen lebegő növényi részek, nádlevelek sokaságából az évek során vastag réteg alakult ki. Aztán az idők folyamán e lebegő rétegre a környező homokdombokról a szél port, szerves anyagokat, s különböző növények magvait szórta el. A vastag, levegővel nem érintkező eltőzegesedett rétegen kisarjadtak a szél, és a madarak hordta magvak, buja növényzet alakult ki.
Az egybefüggő, lebegő "ingóláp"-ból a szél kisebb-nagyobb részeket szakított le, így alakultak ki a kisebb-nagyobb bokrok, fák, nád, és aljnövényzettel borított úszó lápszigetek, melyek a vízállás szerint hol felemelkedtek, hol pedig visszasüllyedtek.
Mivel az egész a víz felett lebegett, a növények nem tudtak legyökerezni a tó aljára.

## Növényvilága
Az úszó lápszigeteken az éger, a fűz, s a fák lábain élő növények között páfrányokat, tőzegpáfrány (Thelypteris palastris), szálkás pajzsika (Dryoptteris palustris), a jégkorszakból ittmaradt tarajos pajzsika (Dryopteris cristata) található a nyúlánk sás (Carex elongata) kíséretében, vízi menta (Mentha aquatica), sokasága, réti füzény (Lythrum salicaria), hagymaburok, s a jó vízállású ingólápok ritka relikviumfaja a tőzegeper (Comarum palustre) is megtalálható itt.
A Vajai-tó növényvilága is változatos. Az úszó szigetek növényzetéhez hasonlóan több ritka növényfaj található a partmenti füzesek és nádasok környékén is. A nád- és gyékényszegélyezte partokon a zsurlók, mentafélék szomszédságában virít a sárga virágú salátaboglárka (Ficaria verna) és a lizinka futó változata a pénzlevelű lizinka (Lysimachia nummularia) is.
A vízben számtalan hínárfajta: sima tócsagaz (Cetatophyllum submersum) stb. mellett virít a fehér tündérrózsa (Nymphaea alba).
A tó mögötti befolyás környékén nyílik a mocsári gólyahír, a tüdőfű (Pulmonaria officinalis), a lizinka, a vízi menta, a befolyás mögött húzódó viszonylag háborítatlan rét növényei között pedig a pázsitfűfélék számos faja, mint a rezgőfű (Briza media), itt nő a réti kakukkszegfű (Dianthus superbus), réti boglárka (Ranunculus acris), a vadsóska (Rumex patentia) és füzikék (Epilobium spp.) is.
A tavat körülvevő szárazabb domboldalakon akác és fenyőerdők, homoki gyepek mozaikjain fellelhető a ligetszépe, a kék iringó, a vérehulló fecskefű és a kígyószisz is.

## Állatvilága
A Vajai-tó állatvilága is változatos. A tó vizében él a csibor, a vízi skorpió, a botpoloska, a tavikagyló, a nagy mocsári csiga vagy hegyes iszapcsiga valamint a lapos, kerek tányércsiga.
A halak közül a betelepített ponty, amur, és egyéb halakon kívül számtalan keszegfaj, törpeharcsa, a lápi csík.
A kétéltűek közül megtalálható itt a tavi béka (Rana ridibunda), kecskebéka, és még számos békaféle.
A hüllők közül a vízisikló (Natrix natrix) és a mocsári teknős.
A madarak közül többféle vízimadár, mint a szárcsa, tőkés réce, a vadlúd, a fehér gólya.
A nádasokban fészkel a nádirigó, a függőcinege és az őszapó is.

## Galéria

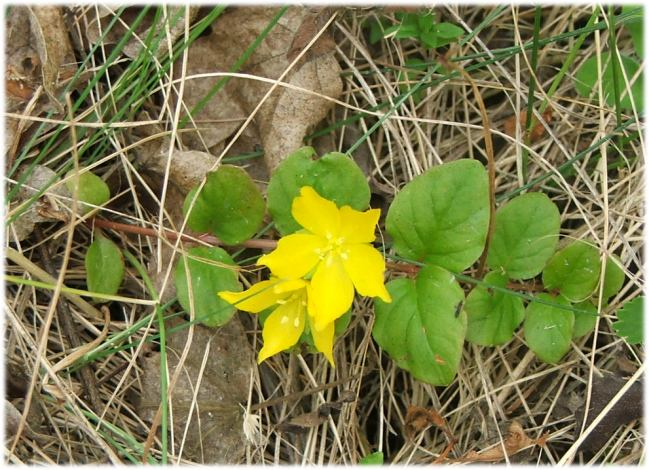
Pénzlevelű lizinka (Lysimachia nummularia)
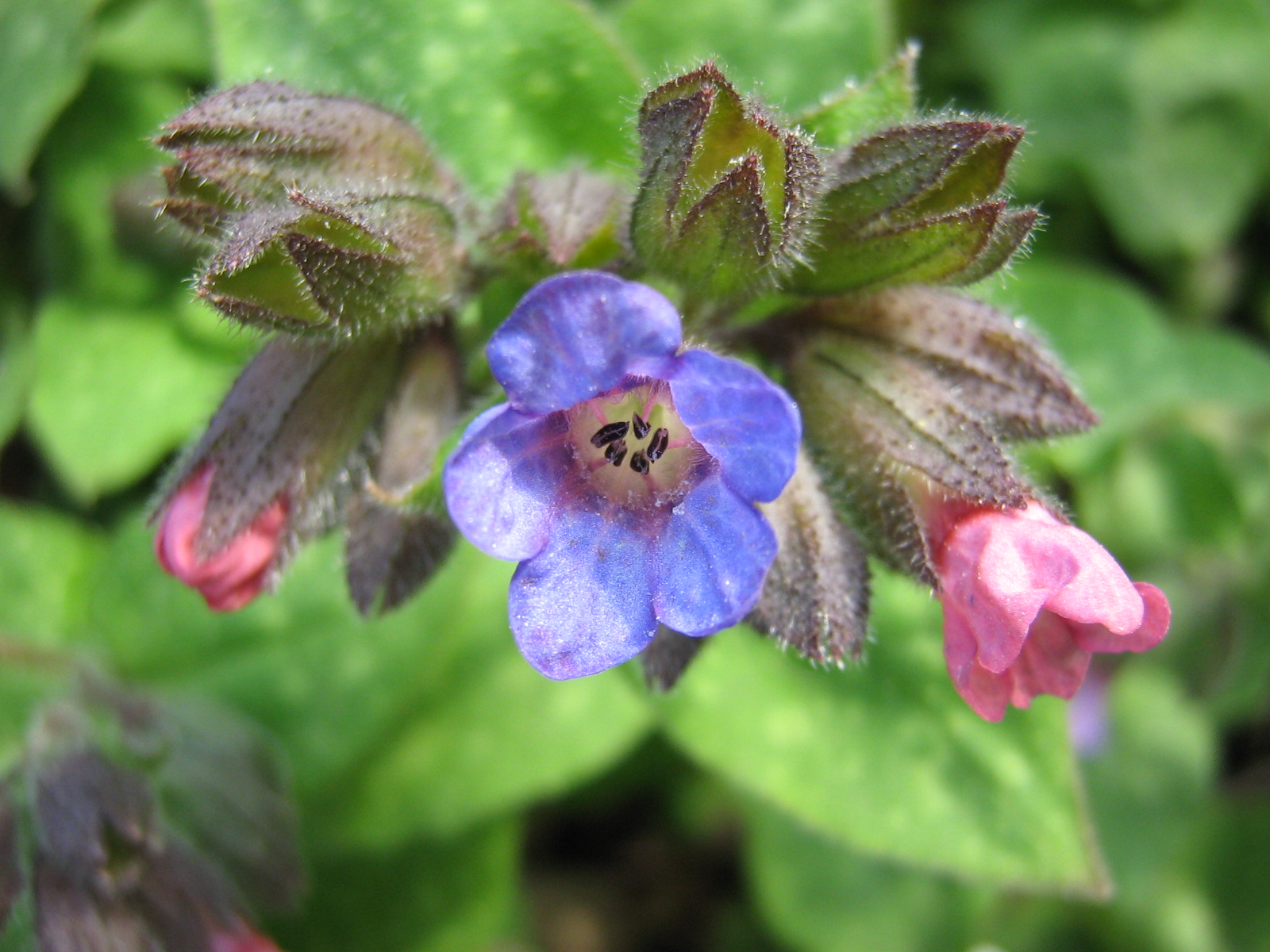
Tüdőfű (Pulmonaria officinalis)
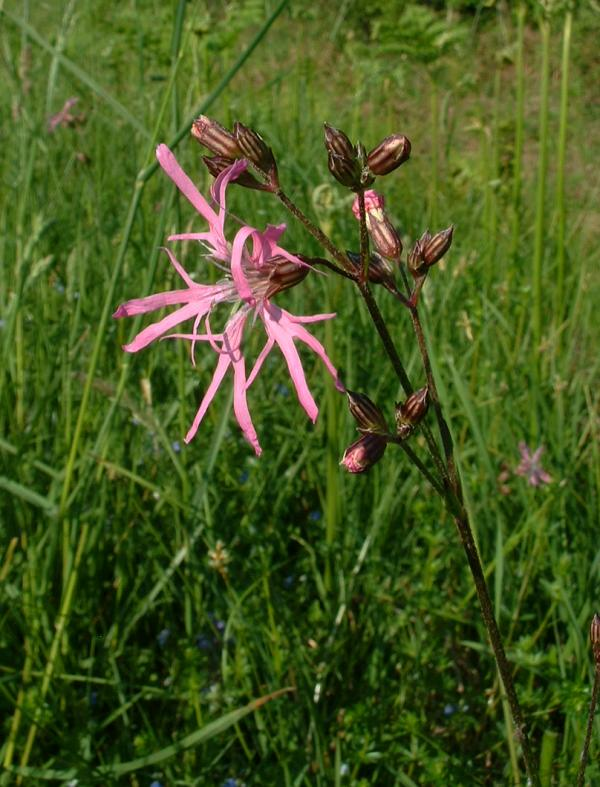
Réti kakukkszegfű (Lychnis flos-cuculi)
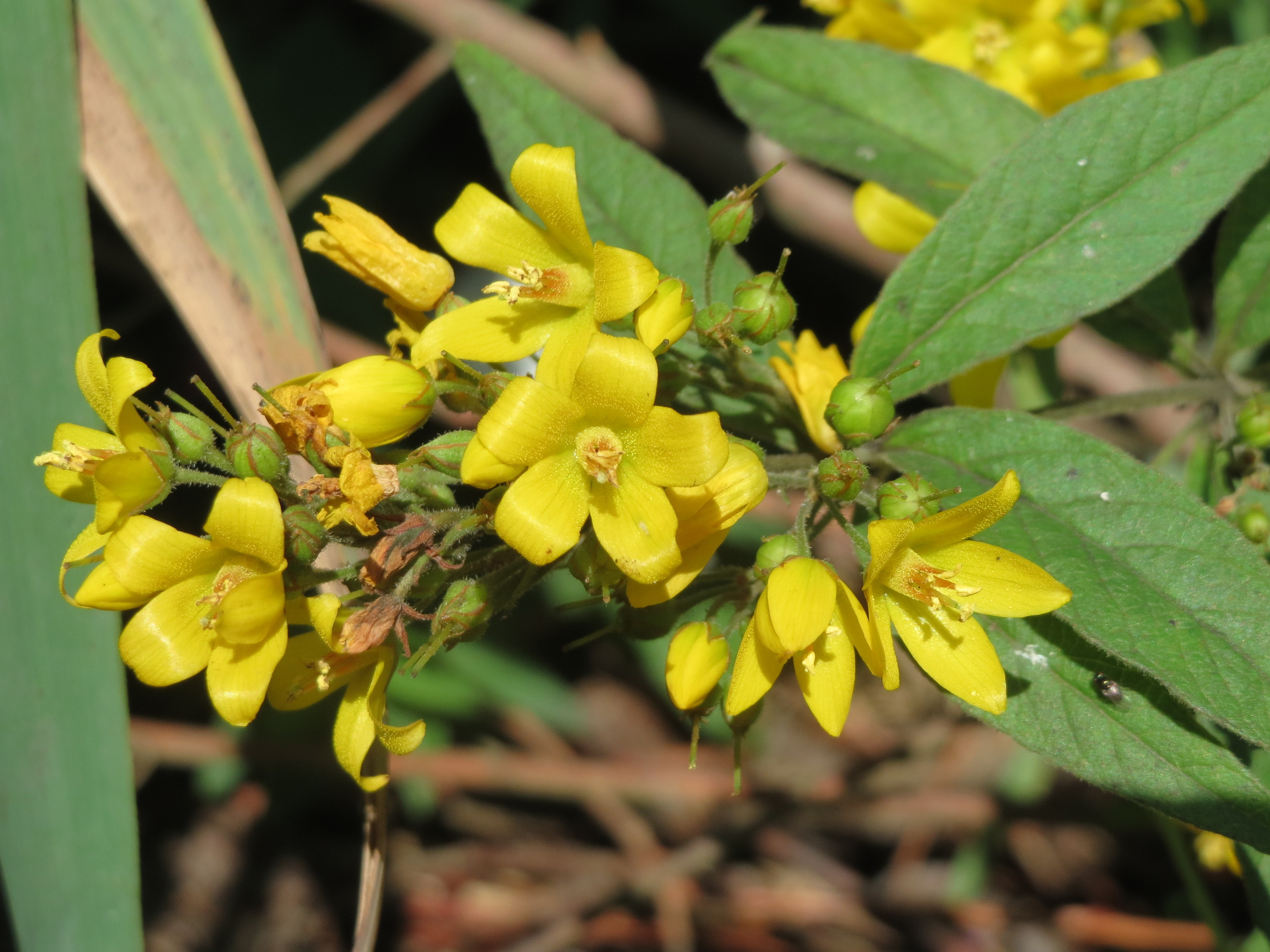
Közönséges lizinka (Lysimachia vulgaris)
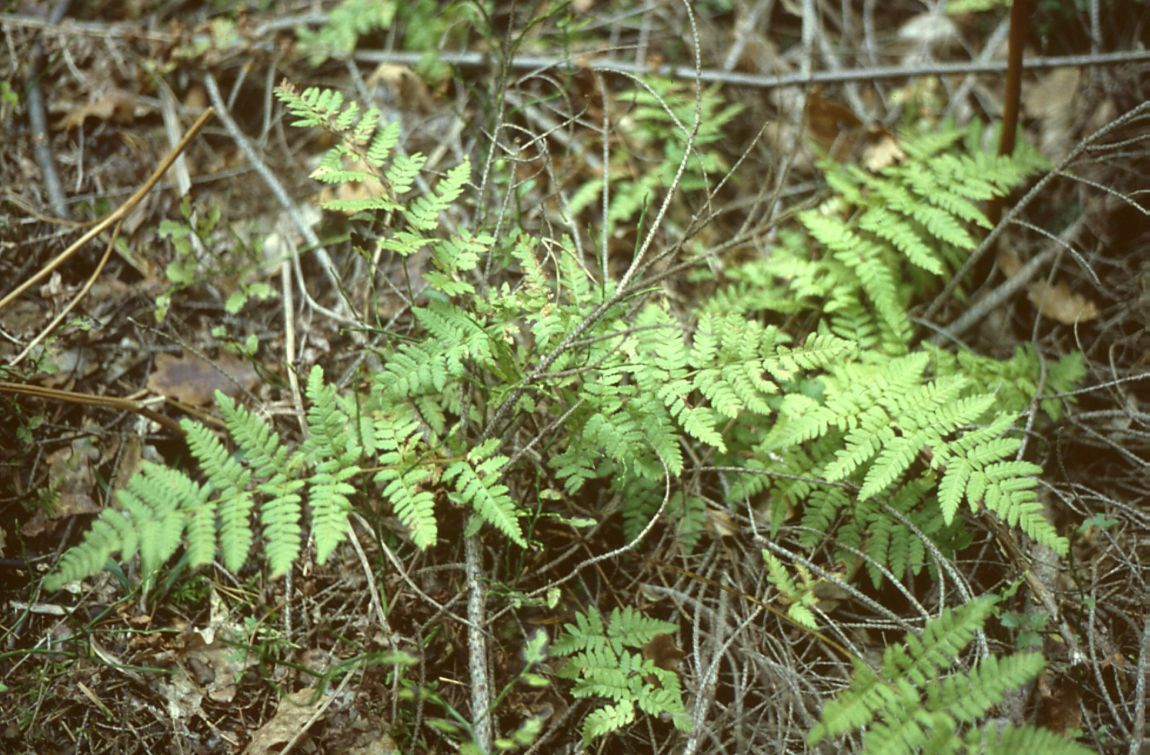
Szálkás pajzsika (Dryopteris carthusiana)
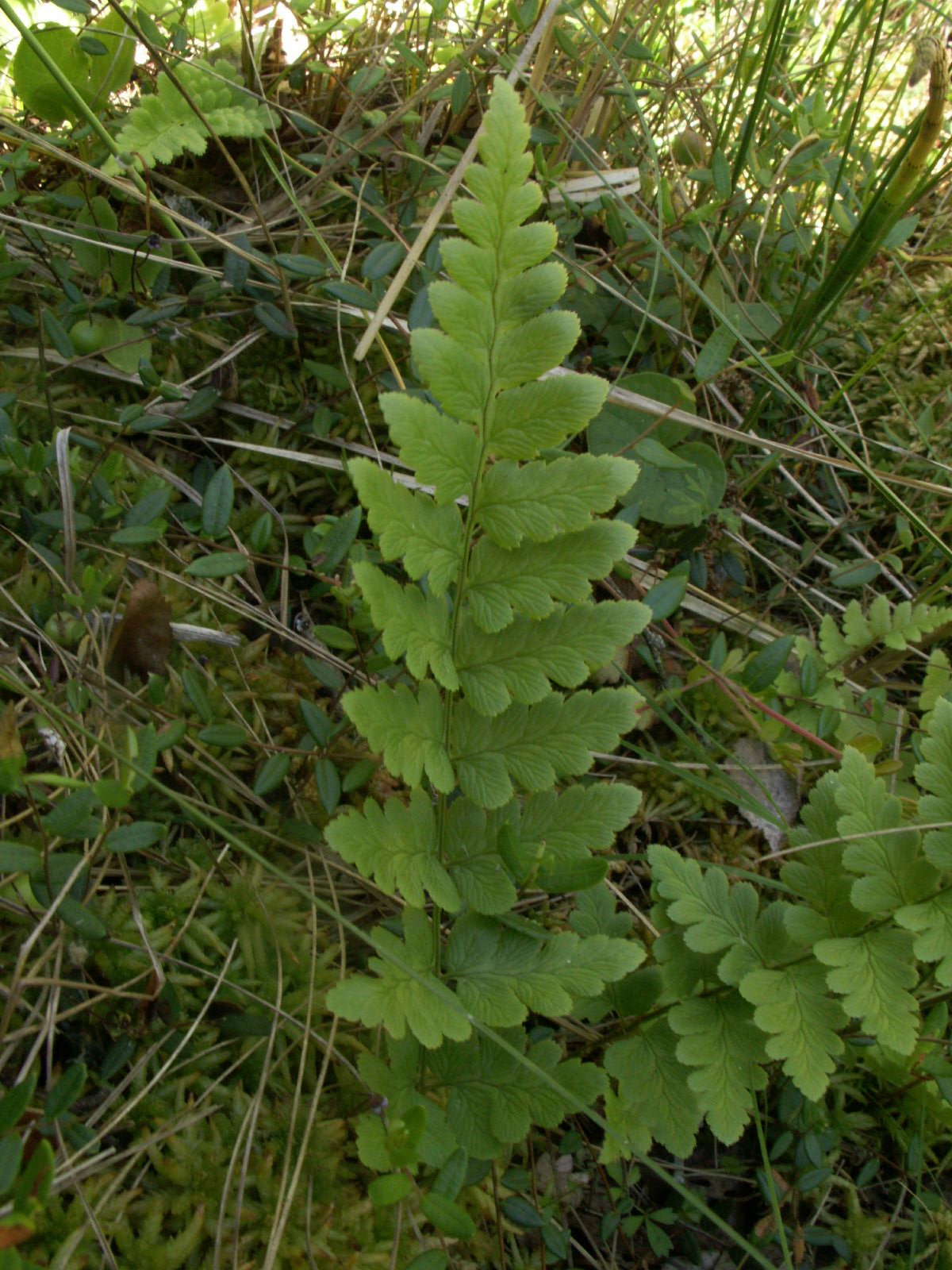
Tarajos pajzsika (Dryopteris cristata).Védett! (Természetvédelmi értéke 10.000 forint)
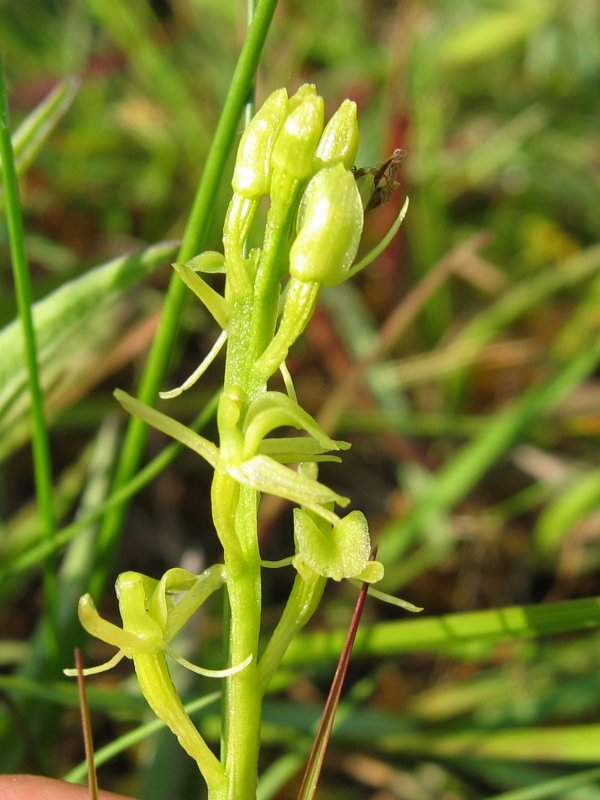
Hagymaburok (Liparis loeselii)
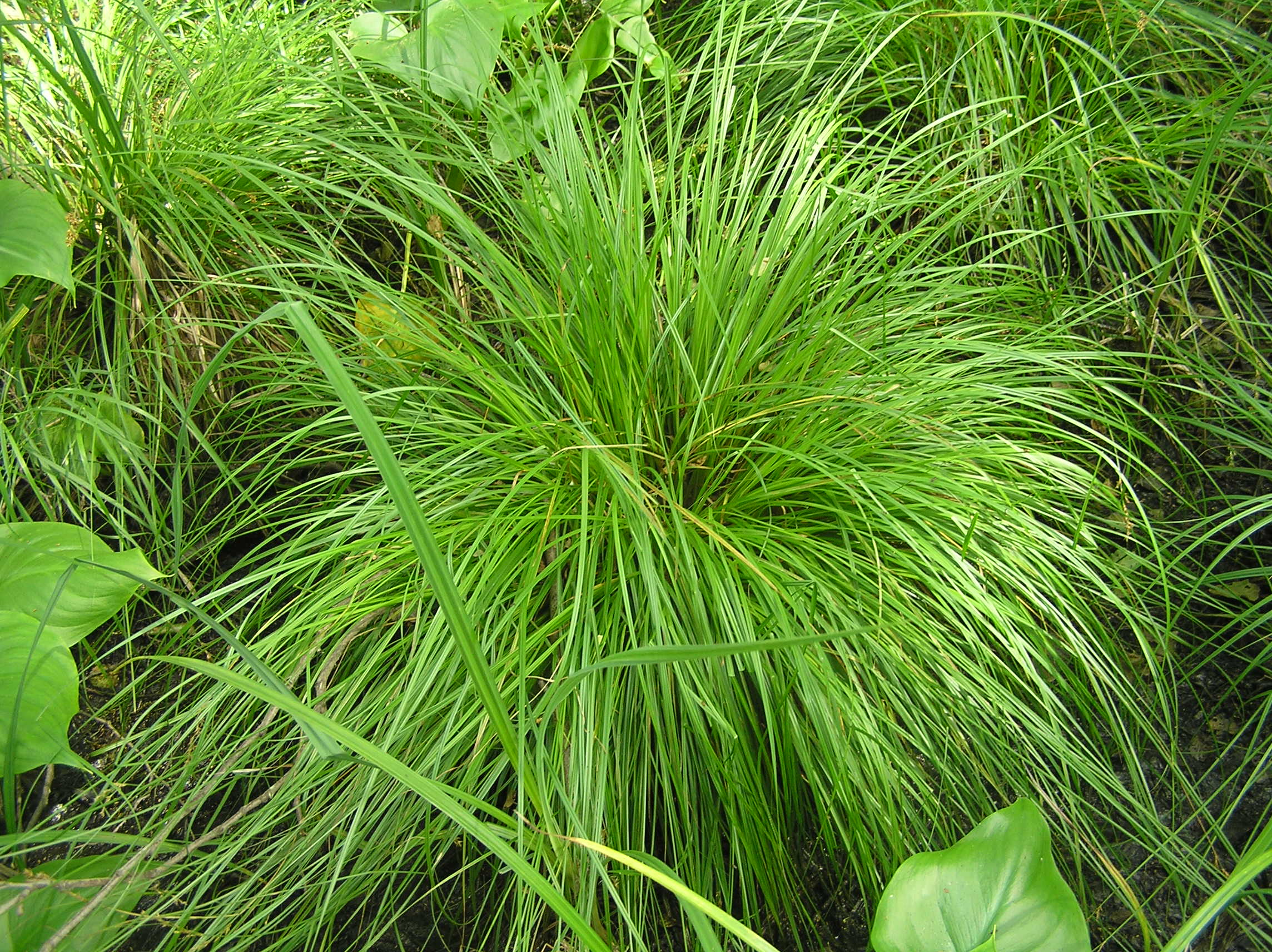
Nyúlánk sás (Carex elongata)
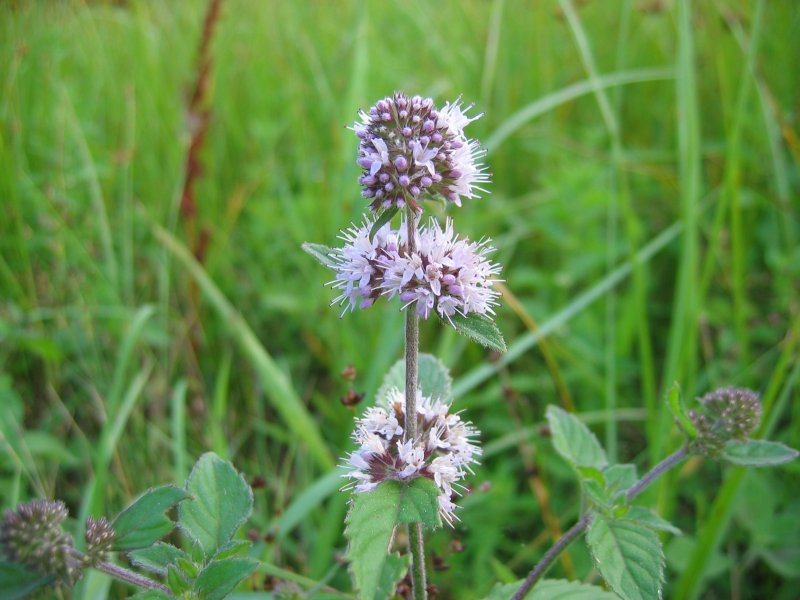
Vízi menta (Mentha aquatica)
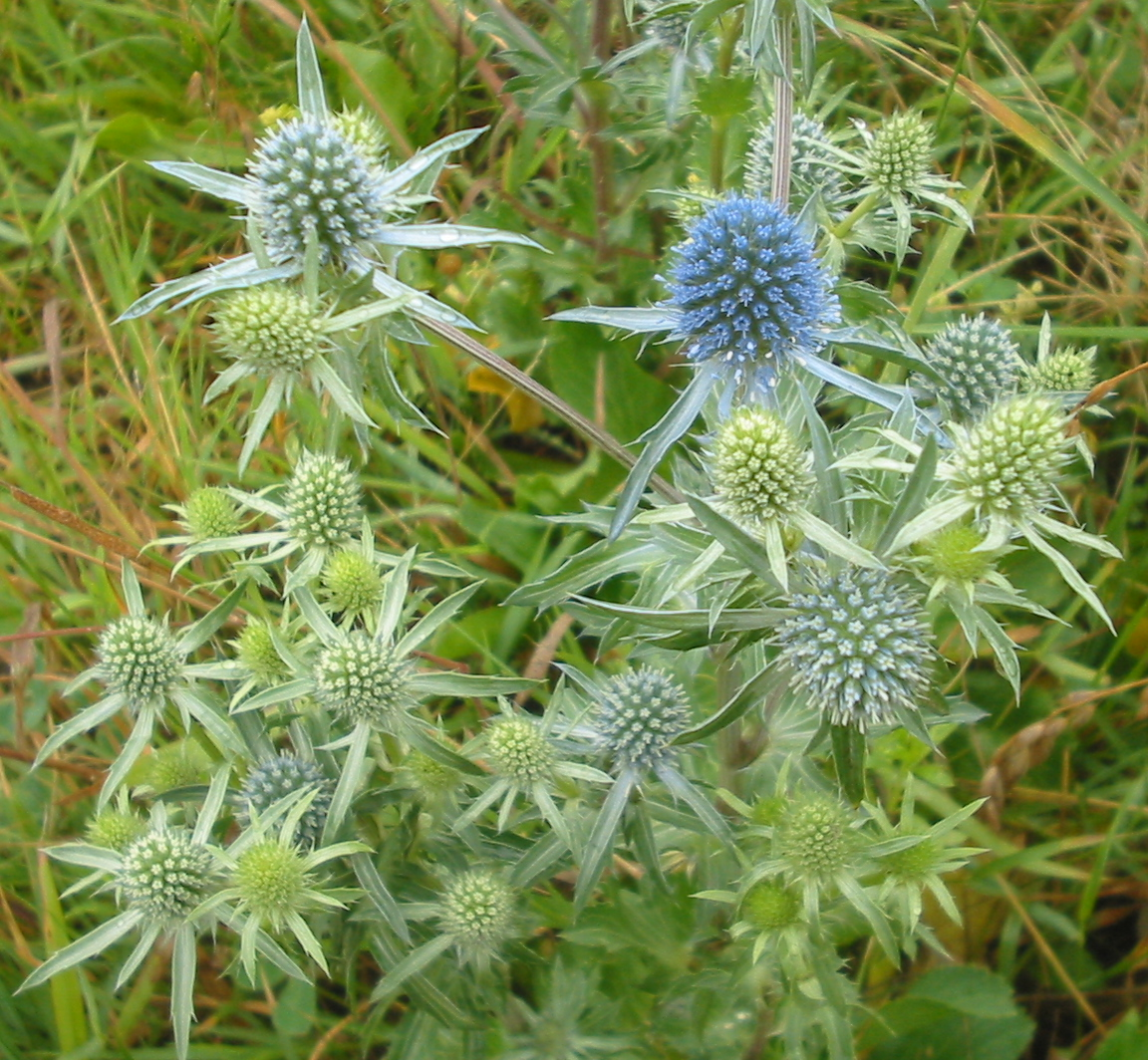
Kék iringó (Eryngium plamun) a tó fölötti szárazabb homoki gyepekben
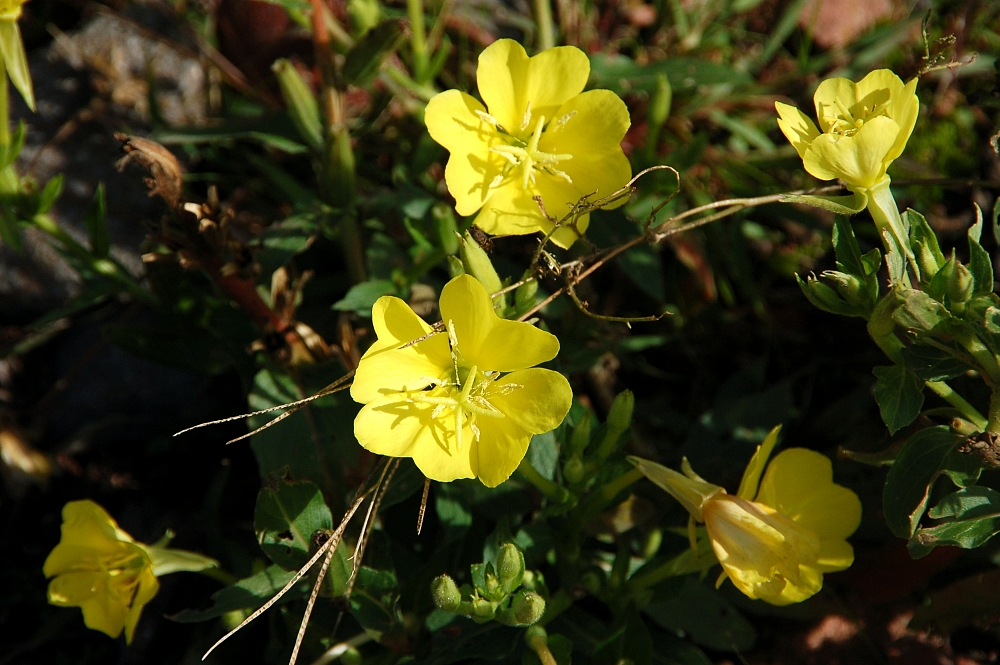
Parlagi ligetszépe (Oenothea biennis)
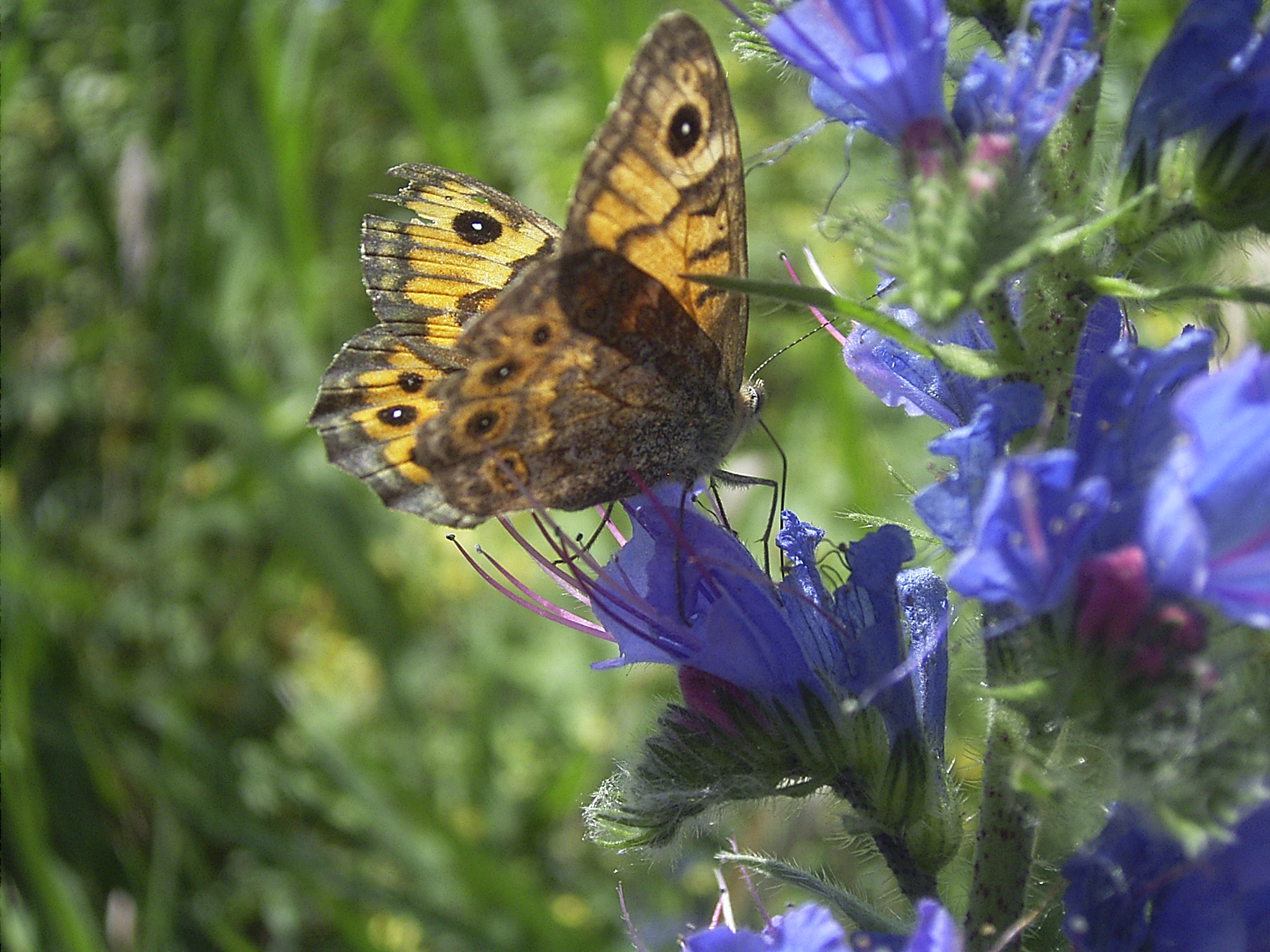
Kígyószisz (Echium vulgare)
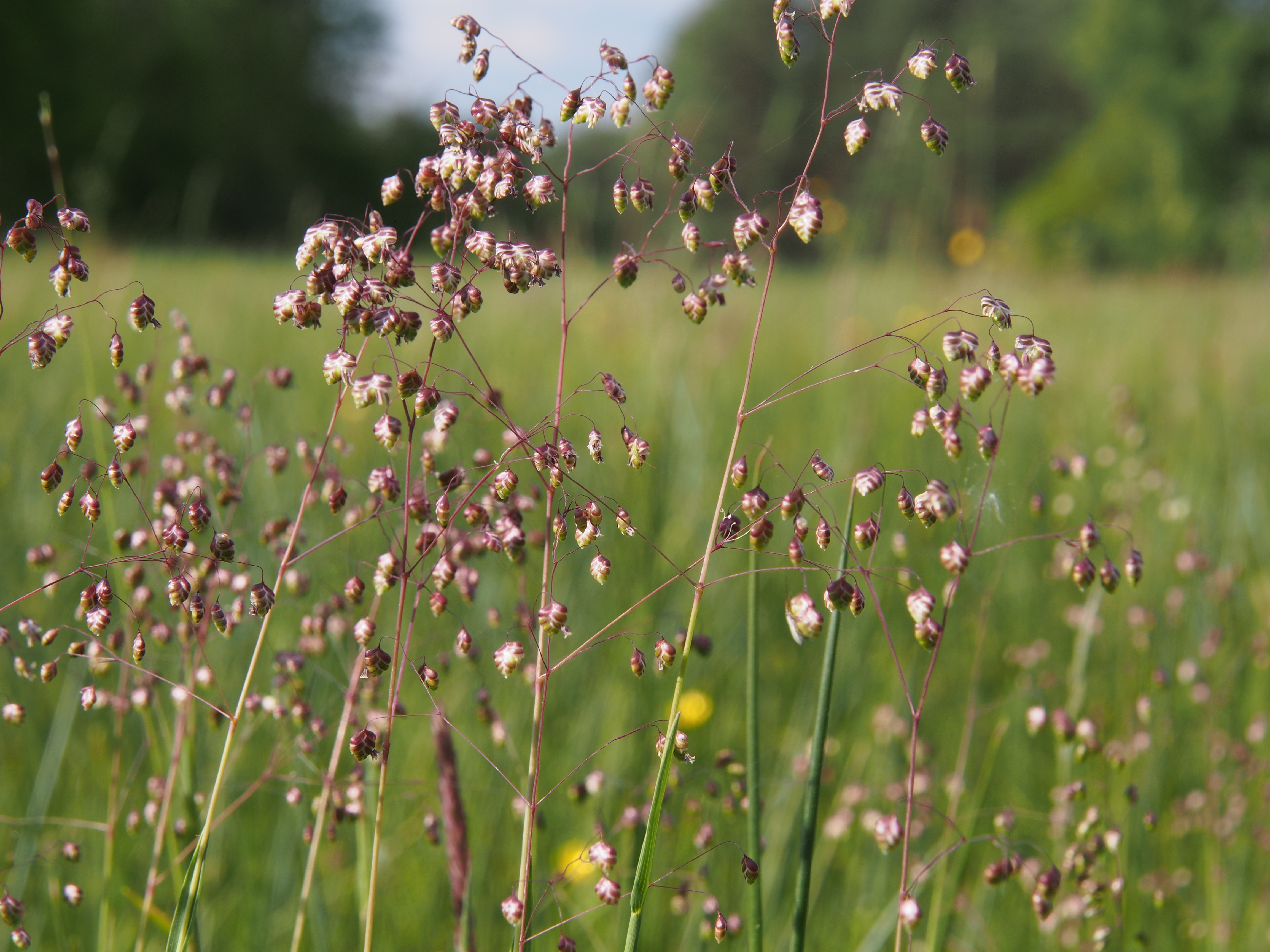
Rezgőfű (Briza media)
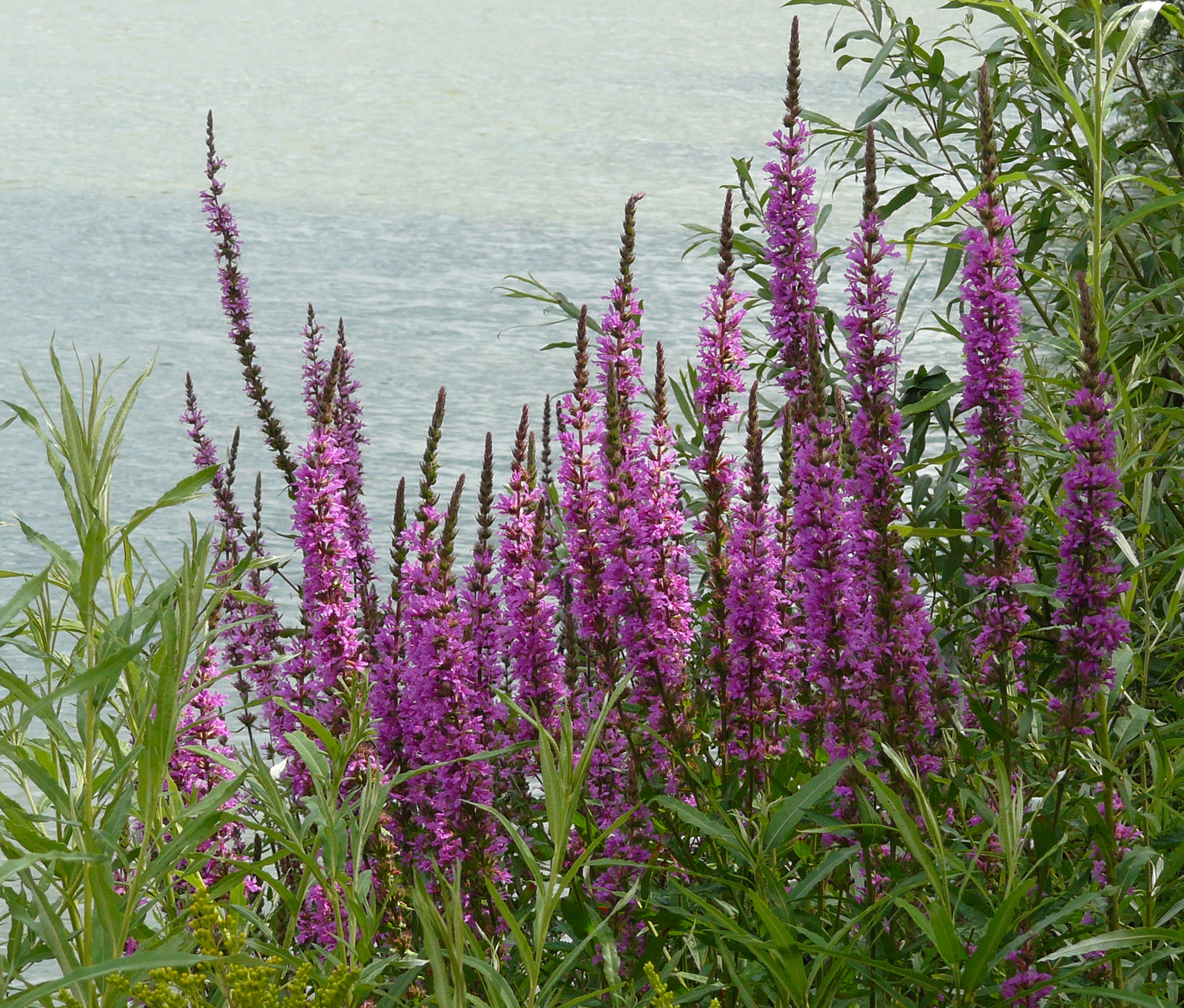
Réti füzény